# Oenothera boquillensis
Oenothera boquillensis är en dunörtsväxtart som först beskrevs av Peter Hamilton Raven och D.P.Greg., och fick sitt nu gällande namn av Warren Lambert Wagner och Hoch. Oenothera boquillensis ingår i släktet nattljussläktet, och familjen dunörtsväxter. Inga underarter finns listade i Catalogue of Life.